# Helge Dahlman
Helge William Dahlman, född 20 april 1924 i Helsingfors, död där 19 februari 1979, var en finländsk målare och grafiker.
Dahlman studerade vid Finlands konstakademis skola 1942–1945 och debuterade 1945. Sin första separatutställning höll han 1950. Dahlman började sin konstnärsbana som en färgstark expressionist, och gästspelade en kort period i Oktobergruppen, men på 1950-talet då hans typiska stil utvecklades, blev han mera asketisk för att mot slutet av decenniet återgå till en koloristiskt rikare stil. Dahlmans landskapsmålningar, figurbilder och stilleben är vanligen små, intima och tekniskt raffinerade.
Han undervisade vid Finlands konstakademis skola 1956–1957 och representerade Finland två gånger på Biennalen i São Paulo, 1957 och 1959. År 1964 erhöll han Pro Finlandia-medaljen. En minnesutställning över Dahlman hölls i Helsingfors konsthall 1995.